# Babette Bohlen
Babette Bohlen (* 6. Januar 1966 in Duisburg) ist eine deutsche Richterin und politische Beamtin. Seit Juli 2025 ist sie Staatssekretärin im Ministerium für Justiz, Gleichstellung und Verbraucherschutz des Landes Mecklenburg-Vorpommern.

## Leben
Bohlen legte das Abitur in Duisburg ab und studierte anschließend Rechtswissenschaft an der Ruhr-Universität Bochum. Nach dem ersten juristischen Staatsexamen war sie als wissenschaftliche Mitarbeiterin an den Universitäten Bochum und Potsdam tätig. Anschließend absolvierte sie das Rechtsreferendariat in Berlin.
1996 trat Bohlen als Richterin auf Probe am Amtsgericht Malchin in den Dienst des Landes Mecklenburg-Vorpommern ein. 2002 wurde sie zur Richterin am Arbeitsgericht Schwerin ernannt. 2014 wurde sie Richterin am Oberlandesgericht Rostock. Von 2016 bis 2020 war sie Direktorin des Arbeitsgerichts Rostock. 2020 kehrte sie als Direktorin an das Arbeitsgericht Schwerin zurück. Von 2022 bis 2025 war sie zudem als Nachfolgerin von Gabriele Janke Präsidentin des Landesjustizprüfungsamtes des Landes Mecklenburg-Vorpommern, dessen Vizepräsidentin sie zuvor ab 2014 war.
Am 22. Juli 2025 wurde Bohlen als Nachfolgerin von Friedrich Straetmanns zur Staatssekretärin im Ministerium für Justiz, Gleichstellung und Verbraucherschutz des Landes Mecklenburg-Vorpommern ernannt. Sie ist parteilos.